# Waterloo (1970)
Waterloo ist ein italienisch-sowjetischer Historienfilm des sowjetischen Regisseurs Sergei Bondartschuk aus dem Jahr 1970, der die Schlacht bei Waterloo behandelt.

## Handlung
Die Filmhandlung stellt hauptsächlich das Ende der sogenannten Hundert-Tage-Herrschaft Napoleons im Jahr 1815 dar, nachdem er von der Insel Elba geflohen war.
Im ersten Drittel des Films wird auf die Begleitumstände eingegangen, die schließlich zur Schlacht bei Waterloo führten. Napoleon landet in Frankreich an und marschiert an der Spitze seiner Getreuen vom Süden her nach Paris. Der amtierende König Ludwig XVIII. befiehlt Marschall Ney, den ehemaligen Regenten aufzuhalten und zu verhaften. In einer bemerkenswerten Szene wird das Charisma Napoleons dargestellt, mit dem er die zu seiner Verhaftung angetretenen Soldaten beeindruckt. Im Anschluss unterwirft sich der Kommandeur jener Truppe, Marschall Ney, dem neuen Machthaber. Danach sieht man einen äußerst schmachvollen Abgang des Königs von Frankreich, Ludwigs des Achtzehnten, der in eine Kutsche einsteigt und sich davonfahren lässt.
Im zweiten Drittel des Films wird die gesellschaftliche und politische Seite dargestellt, die Napoleon in Paris antrifft und die er innerhalb kürzester Zeit wieder dominiert. Bezeichnend ist die Unterwürfigkeit der militärischen Kommandeure, die bis dato eigentlich auf den abgedankten Herrscher eingeschworen waren. Ebenso ausführlich wird der Nimbus Napoleons im Volk dargestellt, das ihn offensichtlich als Nationalhelden verehrt. In kürzester Zeit kann der französische Kaiser wieder genügend Getreue um sich versammeln, um gegen den militärischen Widerstand der europäischen Alliierten, geführt durch den britischen General Wellington und den preußischen Marschall Blücher, anzukämpfen. Er hat dabei auch Erfolg und kann die gegnerischen Heere immer wieder zur Flucht zwingen. Obwohl der Film hauptsächlich von militärischen Themen beherrscht wird, werden doch in einigen Szenen auch private Dinge des „kleinen Korsen“ beleuchtet, wie zum Beispiel sein Verhältnis zu seiner Ex-Frau und seinem Sohn.
Im letzten Drittel des Films kommt es schließlich zur titelgebenden Schlacht. Während Napoleon glaubt, der sichere Sieger zu sein, weil er kurz zuvor die Preußen zum Rückzug zwingen und damit von der verbündeten Streitmacht der Briten trennen konnte, wird offensichtlich, dass eine Entscheidung über Sieg oder Niederlage in nicht geringem Umfang auch vom Funktionieren der Kommunikation abhängt. Zunächst kann das französische Heer die Briten zurückdrängen und in einen blutigen Verteidigungskampf zwingen, doch dann macht das Wetter in der Nacht einen Strich durch die Rechnung Napoleons: Es regnet in Strömen, und somit wird am nächsten Morgen der Angriffsbeginn verzögert. Das wiederum gibt der preußischen Armee die Zeit, sich im Rücken von Napoleons Streitmacht neu zu formieren und in die Schlacht einzugreifen. Nachdem dann noch die französische Kavallerie einen unkoordinierten Angriff unternommen hat, bei dem sie schwere Verluste erleidet, wendet sich das Blatt endgültig gegen Napoleon. Obwohl er noch seine „alte Garde“ in die Schlacht wirft, wird sein Heer zwischen den angreifenden Preußen und den in Verteidigungsstellung befindlichen britischen Truppen aufgerieben.
In den Abendstunden wird die Niederlage durch den ungeordneten Rückzug der französischen Truppen besiegelt. Die Preußen verfolgen die zurückflutenden Franzosen bis in den Abend und die Nacht hindurch. Der Rückzug aus der Schlacht wird zur heillosen Flucht. Zurück auf dem Schlachtfeld bleibt Napoleons legendärer Zweispitz.

## Synchronisation
Es existieren zwei deutsche Synchronfassungen, eine für die BRD und eine für die DDR. Die West-Fassung entstand bei der Ultra-Film in München. Die Ost-Fassung entstand im DEFA Studio für Synchronisation in Ost-Berlin. Günther Neubert schrieb das Dialogbuch und Arno Wolf führte Regie.
| Rolle                                       | Darsteller          | Synchronsprecher (BRD) | Synchronsprecher (DDR) |
| ------------------------------------------- | ------------------- | ---------------------- | ---------------------- |
| Napoleon Bonaparte                          | Rod Steiger         | Martin Hirthe          | Dieter Franke          |
| Sir Arthur Wellesley, Herzog von Wellington | Christopher Plummer | Niels Clausnitzer      | Otto Mellies           |
| Marschall Blücher                           | Sergo Zakariadze    | Erik Jelde             | ?                      |
| König Ludwig XVIII.                         | Orson Welles        | Otto Preuss            | Wolfgang Dehler        |
| General Sir Thomas Picton                   | Jack Hawkins        | Wolf Ackva             | Gerd Biewer            |
| Herzogin von Richmond                       | Virginia McKenna    | Christa Berndl         | ?                      |
| Marschall Michel Ney                        | Dan O’Herlihy       | Heinz Engelmann        | Wolfgang Greese        |
| Gordon                                      | Rupert Davies       | Otto Stern             | ?                      |
| La Bedoyère                                 | Philippe Forquet    | Christian Wolff        | ?                      |
| Antoine Drouot                              | Gianni Garko        | Hans-Michael Rehberg   | ?                      |
| Marschall Soult                             | Ivo Garrani         | Wolfgang Amerbacher    | ?                      |
| De Lancey                                   | Ian Ogilvy          | Manfred Seipold        | ?                      |
| General Ponsonby                            | Michael Wilding     | Ernst Kuhr             | ?                      |
| Karl von Müffling genannt Weiß              | John Savident       | Harry Kalenberg        | ?                      |

## Produktion
Columbia Pictures veröffentlichte zur Filmpremiere ein 28 Seiten starkes, farbig bebildertes Programmheft. Gemäß diesem Heft hatte der italienische Produzent Dino De Laurentiis Schwierigkeiten, finanzielle Unterstützung für dieses massive Filmprojekt zu finden, bis er in den späten 1960er Jahren Kontakt mit Russland aufnahm und eine Vereinbarung mit der Organisation Mosfilm erreichte. Die Kosten lagen schließlich bei über 12 Millionen £ (entsprechend 38,3 Millionen US-Dollar im Jahr 1970). Zu seiner Zeit war Waterloo einer der teuersten Filme, die je produziert wurden. Wäre der Film in der westlichen Welt gedreht worden, hätten die Kosten das Dreifache betragen. Mosfilm übernahm mehr als 4 Millionen £ der Kosten, stellte nahezu 16.000 Soldaten der Sowjetarmee und eine ganze Brigade Sowjetkavallerie als Statisten zur Verfügung sowie Ingenieure und Arbeiter, um das Ackerland bei Uschhorod in der Ukraine (damals Teil der Sowjetunion) als Schlachtfeld vorzubereiten.
Um das Schlachtfeld authentisch herzurichten, wurden zwei Hügel mit Planierraupen abgetragen, acht Kilometer Straßen gebaut, 5.000 Bäume verpflanzt, Felder mit Roggen, Gerste und Sonnenblumen angelegt sowie historische Gebäude nachgebildet. Um den vielen Schlamm auf dem Schlachtfeld zu erzeugen, wurden zehn Kilometer unterirdischer Bewässerungsanlagen gelegt. Die meisten der Schlachtszenen wurden simultan mit fünf Panavision-Kameras gefilmt, in Augenhöhe, von 30 Meter hohen Türmen, von einem Hubschrauber und von auf Schienen etwas oberhalb des Schlachtfeldes fahrenden Kamerawagen aus.
Dennoch ist ein Fehler enthalten: Eine Nahaufnahme der Kavallerie zeigt aufwirbelnden Staub – was dem historischen Wetter und Aussagen der Filmhandlung gleichermaßen widerspricht.
Die Dreharbeiten in der Ukraine wurden nach über 28 Wochen abgeschlossen, welche 16 Ausfalltage durch schlechtes Wetter beinhalteten. Viele der Schlachtszenen wurden im Sommer 1969 bei drückender Hitze aufgenommen. Zusätzlich zum Schlachtfeld in der Ukraine wurden weitere Außenaufnahmen in Caserta, Italien gedreht. Die Innenaufnahmen entstanden in den De-Laurentiis-Studios in Rom.
Einige Monate vor Beginn der Dreharbeiten nahmen die 16.000 Sowjetsoldaten ihr Training auf, um Exerzier- und Schlachtformationen aus der Zeit von 1815 ebenso zu erlernen wie die Handhabung von Säbeln, Bajonetten, und damaligen Kanonen. Zusätzlich ausgewählte 2.000 Mann wurden im Laden und Abfeuern von Musketen ausgebildet.
Diese Armee lebte in einem großen Lager neben dem Schlachtfeld. Jeden Tag nach dem Frühstück marschierten die Männer zu einem großen Umkleide-Gebäude, zogen ihre französischen, britischen oder preußischen Uniformen an und waren fünf Minuten später in Position. Die Soldaten wurden von Offizieren kommandiert, die ihre Anweisungen vom Regisseur Sergei Bondartschuk per Walkie-Talkie erhielten. Um die Regie in diesem riesigen multi-nationalen Unternehmen zu unterstützen, hatte der russischsprachige Regisseur ständig vier Übersetzer an seiner Seite: jeweils einen für Englisch, Italienisch, Französisch und Serbo-Kroatisch.

## Auszeichnungen
- 1971 – Britischer Filmpreis in den Kategorien Beste Ausstattung und Bestes Kostümbild
- 1971 – David di Donatello für den besten italienischen Film

## Kritiken
- "Aufwendiges Monumentalspektakel (...), das die Dynamik des Massentötens als Schicksal anekdotisch verbrämt und die Ausführung von Strategien als mentalen Kampf überlegener Intelligenzen darstellt; Plummer überzeugt als Wellington, Steiger hat in Szenen als gelegentlich augenrollend grimassierender Napoleon Momente unfreiwilliger Komik; eindrucksvoll die authentische Rekonstruktion und deren visuelle Umsetzung (...)." (Wertung: 2½ Sterne = überdurchschnittlich) – Adolf Heinzlmeier und Berndt Schulz in Lexikon „Filme im Fernsehen“ (erweiterte Neuausgabe). Rasch und Röhring, Hamburg 1990, ISBN 3-89136-392-3, S. 904.
- "Technisch aufwendiger Historienfilm (...). Beachtlich sind neben der realistischen Inszenierung der Schlachtszenen auch einige schauspielerische Leistungen, die Aussage von der Sinnlosigkeit des Krieges tritt zugunsten der Schauwerte jedoch in den Hintergrund." – „Lexikon des internationalen Films“[3]
- "Dieser Film [...] konzentriert sich völlig auf das Schlachtgeschehen von Waterloo, übermittelt aber die Spannung jenes Tages und die strategischen Gegebenheiten nicht überzeugend. Historische Hintergründe werden kaum mitgeteilt, die Psychologie Napoleons kommt zu kurz. Übrig bleibt ein beachtlicher Kriegsdekor." – Evangelischer Filmbeobachter[4]